# Bruno Barreto
Bruno Villela Barreto Borges (Rio de Janeiro, 16 de março de 1955) é um cineasta brasileiro. É diretor de filmes como Dona Flor e Seus Dois Maridos (1977), filme com 10 milhões de espectadores (por muitos anos, recorde de público no Brasil), O Que É Isso, Companheiro? (1997), indicado ao Oscar de filme estrangeiro. Foi casado com a atriz Amy Irving, ex-esposa do cineasta americano Steven Spielberg.
Teve seu primeiro longa-metragem, Tati, a Garota, financiado por sua avó, Lucíola Villela, e foi um dos produtores do filme Menino do Rio, crônica sobre um grupo de adolescentes cariocas que vivem à beira-mar.

## Biografia
Bruno nasceu 16 de março de 1955. Seus pais são os produtores Lucy e Luiz Carlos Barreto, donos da Produtora ‘LCD Barreto Filmes do Equador’, responsável por importantes filmes brasileiros como Assalto ao Trem Pagador, Vidas Secas e Terra em Transe, sem contar a maioria dos filmes de Bruno e seu irmão também diretor, Fábio Barreto, que foi indicado ao Oscar de melhor filme estrangeiro por O Quatrilho. Crescendo neste meio cinematográfico, o jovem Bruno decidiu entrar para a carreira de cineasta, filmando desde novo alguns curtas dentre eles Bahia, à vista (1967).
Cinco anos depois, com apenas 17 anos, filmou seu primeiro longa, Tati, A Garota (1972), onde dirigiu atores experientes como Dina Sfat, Hugo Carvana e Wilson Grey. Dois anos depois veio o segundo filme, o drama A Estrela Sobe.  O próximo trabalho foi Dona Flor e Seus Dois Maridos (1976), filme que dirigiu com apenas 21 anos, tendo como protagonistas, Sonia Braga, José Wilker e Mauro Mendonça.
Outra incursão de Bruno na vasta obra de Jorge Amado foi em 1983 com o filme Gabriela, Cravo e Canela, onde imortalizou Sonia Braga no papel de Gabriela e ainda contou com o ator italiano Marcelo Mastroianni. Ainda no campo das adaptações, Bruno levou aos cinemas O Beijo do Asfalto (1981), peça de Nelson Rodrigues.
Depois de mais duas produções ainda nos anos 1980, Além da Paixão (de 1985, com Regina Duarte) e Romance da Empregada (de 1987, com Betty Faria), Bruno Barreto começou a dirigir filmes em Hollywood. Seus trabalhos nos Estados Unidos foram Assassinato sob Duas Bandeiras (1990), com sua esposa Amy Irving e Andy Garcia; O Coração da Justiça (1992), Atos de Amor (1996), Entre o Dever e a Amizade (1998) e Voando Alto (2003).
Também filmou O Que é Isso, Companheiro? (1997), filme indicação ao Óscar de melhor filme estrangeiro, Bossa Nova (2000), a comédia “O Casamento de Romeu e Julieta” (2003) e adaptação da peça teatral de Juca de Oliveira, Caixa Dois (2007).
Em 2013 dirigiu o drama de época Flores Raras que recria o relacionamento amoroso entre a arquiteta e paisagista brasileira Lota de Macedo Soares (Gloria Pires) e a poeta americana Elizabeth Bishop (Miranda Otto), no Rio de Janeiro dos anos 1950 e Crô - O Filme protagonizado por Marcelo Serrado e baseado no personagem Crodoaldo Valério. 

## Filmografia
- 2024 - Vovó Ninja
- 2024 - Férias Trocadas
- 2013 - Flores Raras
- 2013 - Crô - O Filme
- 2008 - Última Parada 174
- 2007 - Caixa Dois

Bruno Barreto dirige Daniela Vasconcelos no filme Tati.

- 2004 - O Casamento de Romeu e Julieta
- 2003 - View from the Top (Voando alto)
- 2000 - Bossa Nova
- 1998 - One Tough Cop (Entre o dever e a amizade)
- 1997 - O Que É Isso, Companheiro?[6]
- 1995 - Carried Away (Atos de Amor)
- 1992 - The Heart of Justice (O Coração da Justiça) - filme para TV
- 1990 - A Show of Force (Assassinato sob Duas Bandeiras)
- 1987 - Romance da Empregada
- 1986 - Além da Paixão
- 1986 - Três Amigos Nunca se Separam - curta-metragem
- 1984 - O Beijo no Asfalto
- 1982 - Gabriela, Cravo e Canela
- 1979 - Amor Bandido
- 1976 - Dona Flor e Seus Dois Maridos
- 1974 - A Estrela Sobe
- 1972 - Tati
- 1971 - Emboscada - curta-metragem
- 1971 - A Bolsa, a Vida - curta-metragem
- 1970 - Este Silêncio Pode Significar Muita Coisa - curta-metragem
- 1969 - Divina Maravilhosa - curta-metragem
- 1968 - Dr. Strangelove and Mr. Hyde - curta-metragem
- 1967 - Bahia, à Vista - curta-metragem